# Skoton
Skoton, pleme ili skupina bandi američkih Indijanaca porodice Athapaskan koji su nekada obitavali na ili blizu rijeke Rogue u jugozapadnom Oregonu. Parker (u Jour. 257, 1840) ih uključuje u Umpque. Obuhvaćeni su ugovorom iz 1854. zajedno s plemenima Umpqua i Chasta, po kojemu odlaze na rezervate. Veći dio odlazi na rezervat Siletz gdje ih je 1875. bilo 166, a manji dio na rezervat Grande Ronde, gdje ih je iste godine svega 36. 
Parker ih naziva Sconta, a u Ind. Aff. Rep. kao Scotons. Skotoni su podijeljeni na 3 lokalne plemenske skupine: Cownantico, Sacheriton i Naalye.

## Vanjske poveznice
- A Liberating History of Oregon and Its Coast  Arhivirana inačica izvorne stranice od 12. kolovoza 2006. (Wayback Machine)